# 深灣

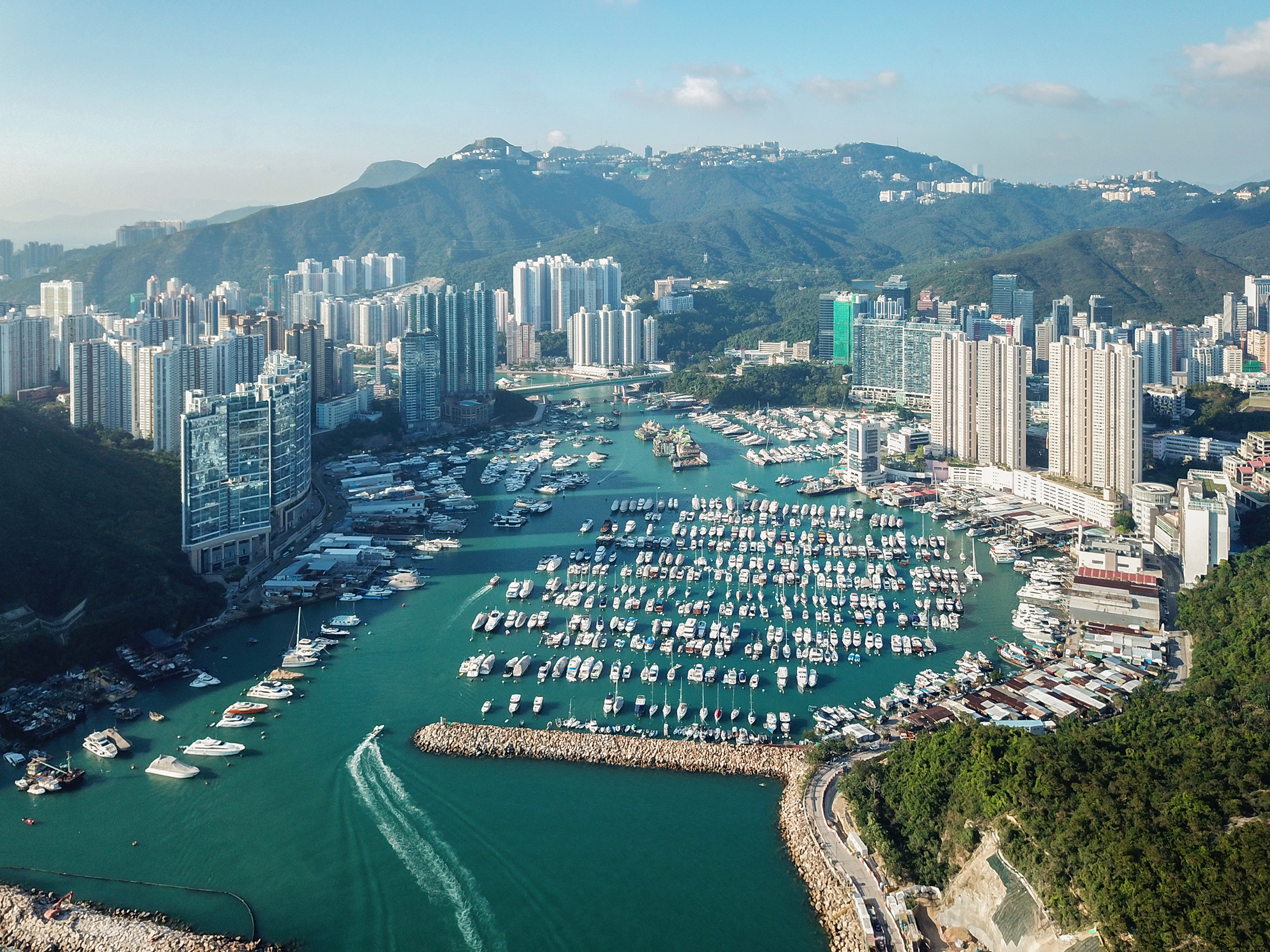
香港仔避風塘近深灣一帶，可見珍寶海鮮舫及深灣遊艇俱樂部

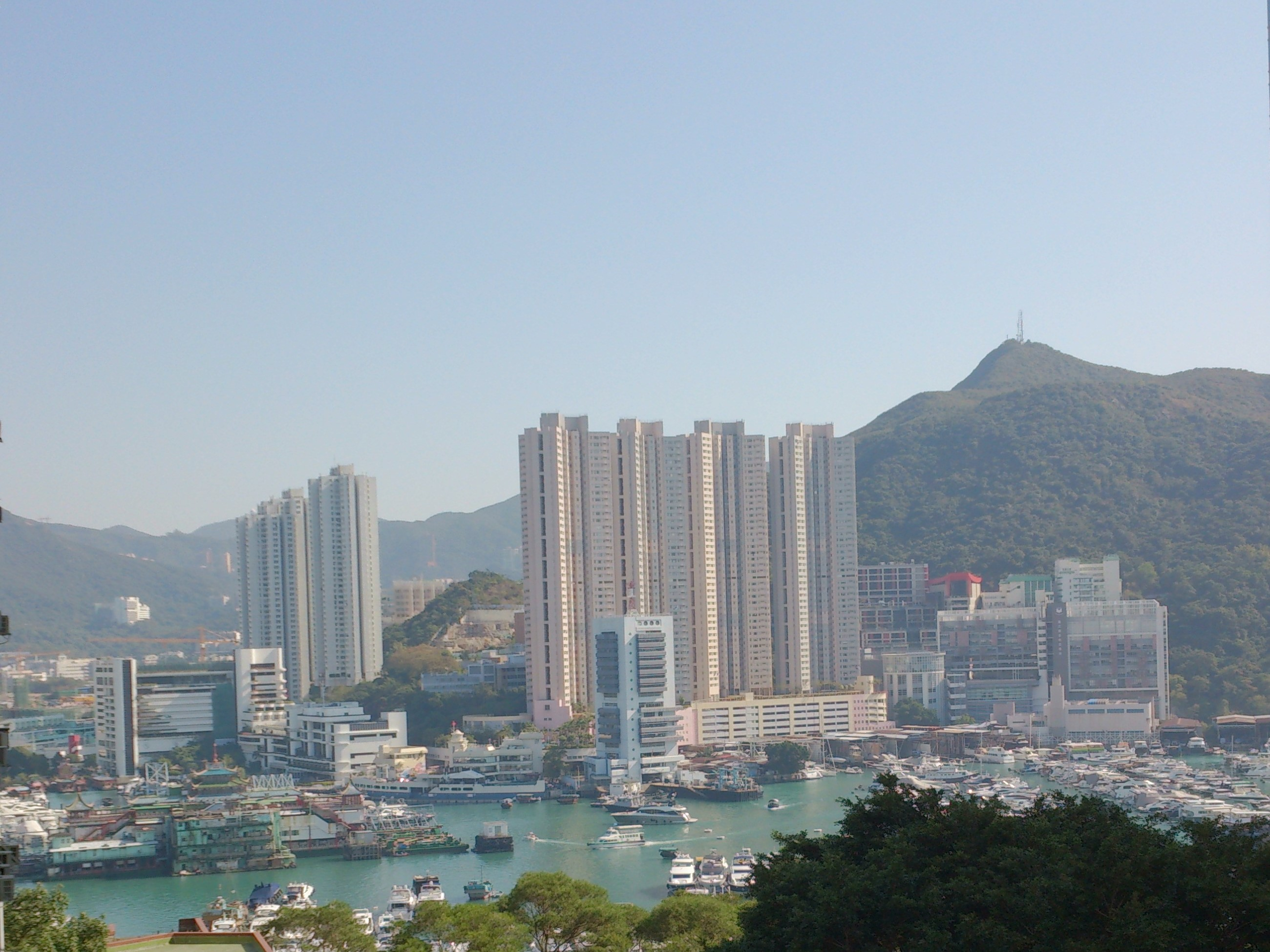
深灣全景，可見南濤閣、雅濤閣，以及背後的南朗山

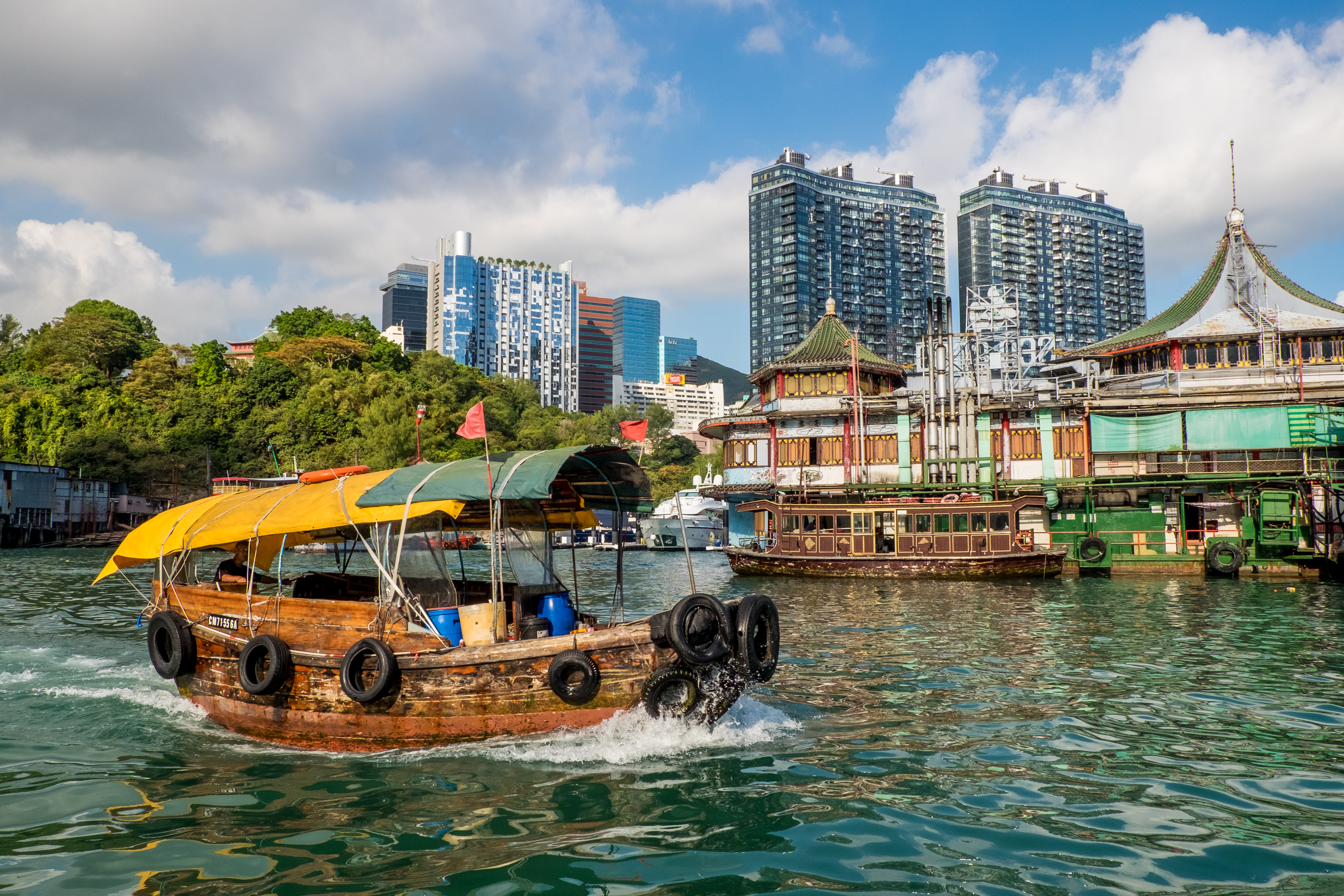
深灣及黃竹坑

深灣（英語：Shum Wan）是香港南區的一個海灣，位於香港島，地處黃竹坑南部，與鴨脷洲東部隔海相對。

## 歷史
1995年8月13日，深灣道對上的山坡發生山泥傾瀉，使南朗山道一段30米長的路面，包括以埴土堤支撑的一段讓車處一起崩塌。山泥傾瀉的泥石超過深灣道，摧毀了海旁附近三間船廠及一間工廠，導致2死5傷。土力工程處其後就此次山泥傾瀉展開了調查及作出有關報告。

## 兩岸住宅
私人住宅：
- 深灣9號（Marinella）
- 南灣（Larvotto）
- 南區‧左岸（Marina South）
- 深灣軒
- 珍寶閣
- 港島南岸

居屋：
- 南濤閣
- 雅濤閣
- 漁安苑

## 鄰近設施
- 包玉剛游泳池
- 深灣水警基地
- 懲教署深灣洗衣工場
- 宣道會深恩堂

## 中小學
- 滬江維多利亞學校
- 新會商會陳白沙紀念中學
- 香港加拿大國際學校

## 著名地點

### 聖神修院

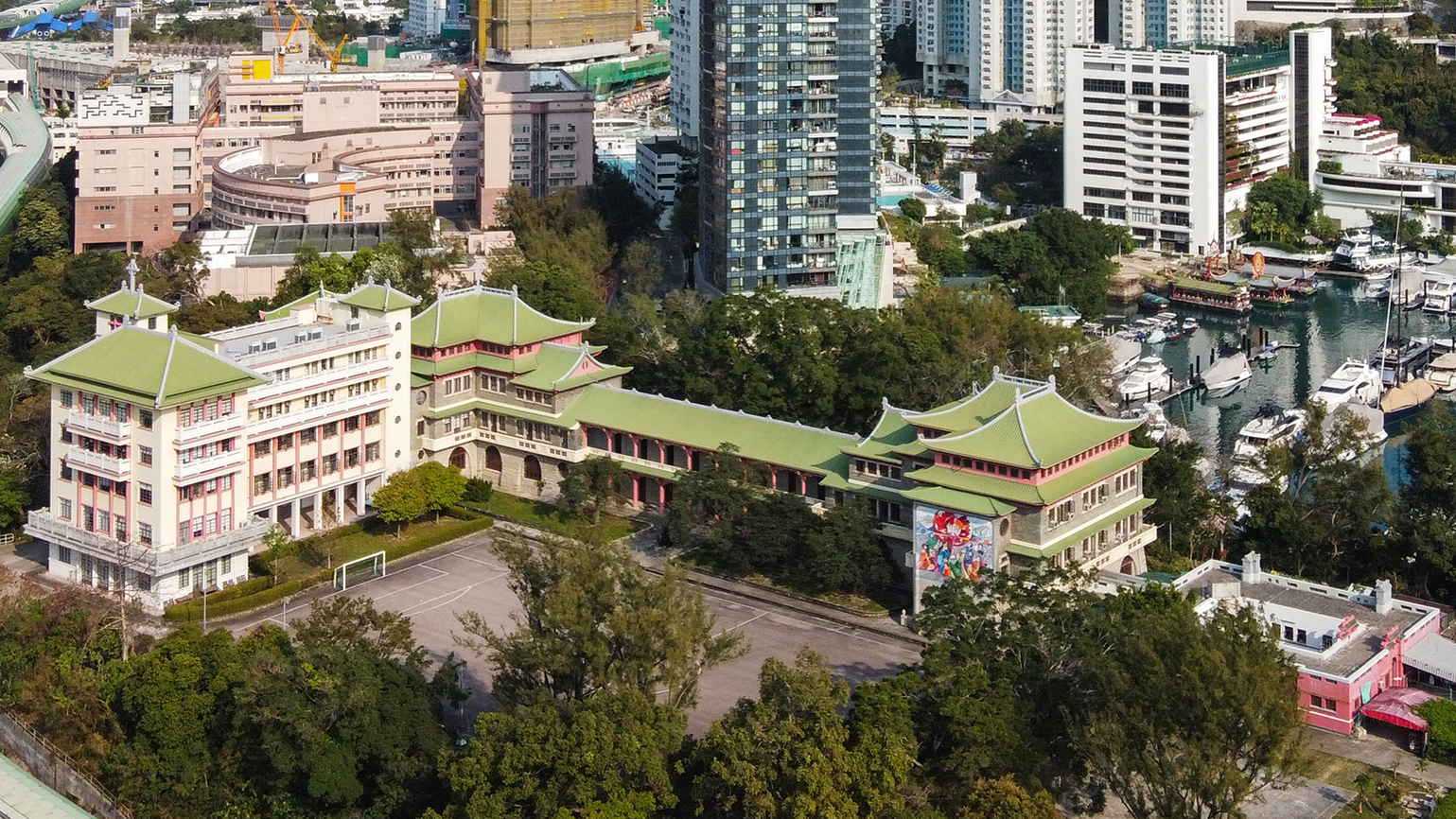
位於深灣山丘上的聖神修院

聖神修院是香港訓練天主教神職人員及供教友進修的重要地方，它也為教友提供圖書館、靜舍租用等服務以及開放教區文物館予已預約人士。
- 珍寶王國
- 深灣遊艇俱樂部
- 香港仔遊艇會
- 香港海洋公園水上樂園
- 富麗敦海洋公園酒店

## 交通

### 主要交通幹道
- 深灣道
- 惠福道

## 區議會議席分佈
為方便比較，以下列表以南朗山道及深灣道沿線為範圍。
| 年度/範圍            | 2000-2003      | 2004-2007  | 2008-2011  | 2012-2015  | 2016-2019  | 2020-2023  |
| -------------------- | -------------- | ---------- | ---------- | ---------- | ---------- | ---------- |
| 南朗山道及深灣道沿線 | 海灣選區一部分 | 黃竹坑選區 | 黃竹坑選區 | 黃竹坑選區 | 黃竹坑選區 | 黃竹坑選區 |

註：以上主要範圍尚有其他細微調整（包括編號），請參閱有關區議會選舉選區分界地圖及條目。